# Матерна, Фридрих
Фридрих Матерна (нем. Friedrich Materna; 21 июня 1885, Хоф — 11 ноября 1946, Вена) — австрийский и немецкий военачальник, генерал-майор армии Австро-Венгрии, генерал от инфантерии вермахта.

## Биография
Родился в семье директора школы Генриха Матерны и Анны Фальковски. 18 августа 1904 года зачислен в Кёнигсфельдскую кадетскую школу фенрихом, 1 мая 1905 года направлен в 97-й пехотный полк, 1 ноября произведён в лейтенанты. С 1910 до осени 1913 года учился в Военной академии в Вене, по окончании направлен офицером Генерального штаба в штаб 4-й пехотной бригады в Ярославе. В 1917—1918 годах был офицером штаба командования войск, подчинявшихся эрцгерцогу Евгению в Италии. 23 июля 1918 года женился на баронессе Елене Раячич-Бриньской.
В сентябре 1920 года Фридрих Матерна вошёл в состав Министерства обороны Австрии, 1 января 1921 года был произведён в подполковники. В 1926—1928 годах командовал 2-й бригадой вооружённых сил Австрии (Вена). 1 июня 1929 года произведён в полковники, в октябре 1929 года назначен инспектором вооружённых сил. С 1931 по 1934 годы работал во 2-м отделении Министерства обороны Австрии. 25 июня 1935 года произведён в генерал-майоры, 1 сентября 1936 года назначен главой учебного отделения Министерства обороны Австрии.
13 марта 1938 года после аншлюса Матерна получил звание генерал-майора вермахта. 1 апреля 1940 года принял командование 45-й пехотной дивизией, в личном составе которой участвовал в боях в Польше и Франции. Ещё ранее, 1 июня 1939 года произведён в генерал-лейтенанты вермахта. 1 ноября 1940 года произведён в генералы от инфантерии, 5 августа 1940 года награждён Рыцарским крестом Железного креста, 15 декабря 1942 года — Немецким крестом в золоте. С 25 октября 1940 по 10 сентября 1942 года командовал 20-м армейским корпусом, участвовавшим в операции «Барбаросса». Его войска в составе 9-й и 4-й армий участвовали в боях под Москвой и Вязьмой.
С 1 февраля 1943 года Матерна был заместителем командующего 18-м армейским корпусом в XVIII военном округе (Зальцбург). С 10 декабря 1943 года и до своего выхода на пенсию 1 сентября 1944 года Матерна был командующим этим военным округом.

## Награды
- Железный крест 2-го и 1-го классов (1939)
- Немецкий крест в золоте (15 декабря 1942)
- Рыцарский крест Железного креста (5 августа 1940, генерал-лейтенант и командир 45-й пехотной дивизии[1][2]